# Сант-Алессіо-кон-В'ялоне
Сант-Алессіо-кон-В'ялоне (італ. Sant'Alessio con Vialone) — муніципалітет в Італії, у регіоні Ломбардія, провінція Павія.
Сант-Алессіо-кон-В'ялоне розташований на відстані близько 460 км на північний захід від Рима, 28 км на південь від Мілана, 9 км на північний схід від Павії.
Населення — 951 особа (2014).

## Демографія
Населення за роками:

Станом на 1 січня 2023 року в муніципалітеті офіційно проживало 58 іноземців з 14 країн, серед них 14 громадян країн Євросоюзу та 1 громадянин України.

## Сусідні муніципалітети
- Борнаско
- Кура-Карпіньяно
- Лардіраго
- Павія
- Ронкаро
- Сан-Дженезіо-ед-Уніті